# Mníchova Lehota
Mníchova Lehota (bis 1927 slowakisch „Mnichová Lehota“; ungarisch Barátszabadi – bis 1907 Barátlehota) ist eine Gemeinde im Nordwesten der Slowakei mit 1217 Einwohnern (Stand 31. Dezember 2024) und gehört zum Okres Trenčín, einem Teil des Trenčiansky kraj.

## Geographie

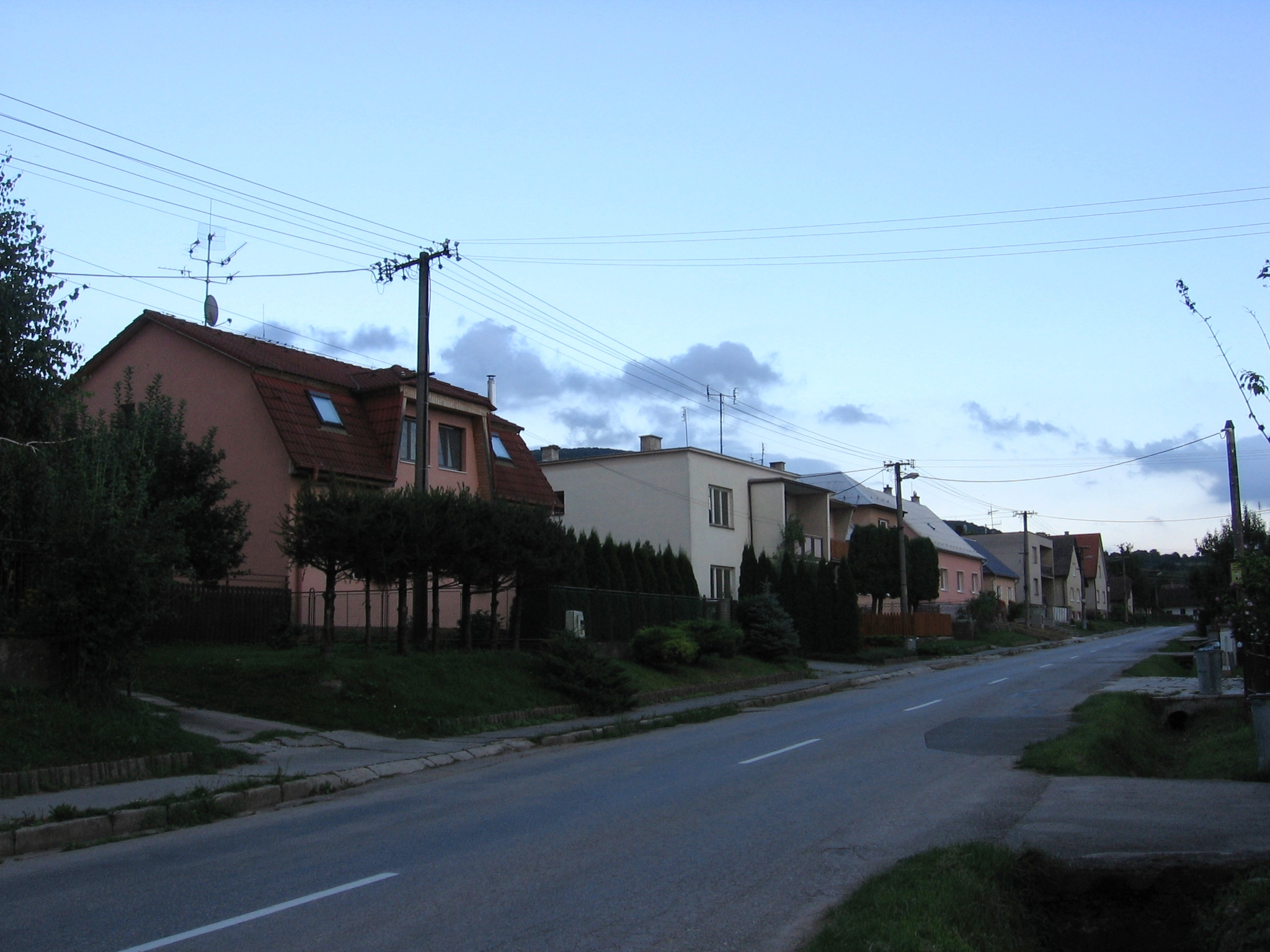
Hauptstraße des Dorfes

Die Gemeinde befindet sich am Rande des Talkessels Trenčianska kotlina am Bach Turniansky potok, einem Zufluss der Waag. Unmittelbar südöstlich liegt ein niedriger Gebirgspass namens Jastrabské sedlo zwischen dem Inowetz und den Strážovské vrchy. Das Ortszentrum liegt auf einer Höhe von 260 m n.m. und ist neun Kilometer südlich von Trenčín entfernt.

## Geschichte
Das Gebiet des Dorfes wurde zum ersten Mal 1269 schriftlich erwähnt, als es im Gut des Neutraer Bischofs lag. Schon vorher aber existierte wohl ein Kloster, das nach 1200 wahrscheinlich dem Johanniterorden gehörte und 1241 beim Mongoleneinfall zerstört wurde. Andererseits gab es aber auch Wachanlagen wegen der Lage an einer Handelsstraße zwischen Mähren und Neutra und Bergbaustädten in der heutigen Mittelslowakei, wie Gemarkungsnamen Stráže oder Zadné Stráže nachweisen. Das Dorf wurde aber erst in der Zeit des Oligarchen Matthäus Csák gegründet und zum ersten Mal 1439 als Monoh Lehota schriftlich erwähnt.
Bei der Schlacht bei Trentschin im Jahre 1708 brannte das Dorf nieder.
Die Einwohner des Dorfes lebten überwiegend von Land- und Forstwirtschaft, nach 1918 auch Korbmacherei. Bis heute bestehen beim Dorf Steinbrüche, wo Dolomitsand und Kalkstein gefördert werden.

## Bevölkerung
| Jahr                | 1994 | 2004    | 2014     | 2024    |
| ------------------- | ---- | ------- | -------- | ------- |
| Anzahl der Personen | 1116 | 1115    | 1235     | 1217    |
| Unterschied         |      | −0,08 % | +10,76 % | −1,45 % |

| Jahr                | 2023 | 2024    |
| ------------------- | ---- | ------- |
| Anzahl der Personen | 1225 | 1217    |
| Unterschied         |      | −0,65 % |

Ergebnisse der Volkszählung 2001 (1079 Einwohner):
| Nach Ethnie: - 95,55 % Slowaken - 0,46 % Tschechen | Nach Konfession: - 91,01 % römisch-katholisch - 4,82 % konfessionslos - 2,87 % evangelisch |

## Bauwerke
- römisch-katholische Dreifaltigkeitskirche im gotischen Stil aus dem 14. Jahrhundert